# Колмогоров, Филимон Степанович
Филимон Степанович (Стефанович) Колмогоров (1824 — 28 января 1893) — купец, предприниматель, потомственный почётный гражданин. С 1867 по 1870 год занимал пост главы тюменского города.

## Биография
Русская купеческая династия Колмогоровых впервые начала проявлять активность в промышленной сфере c XVIII века. В XIX столетии кожевенное предприятие Филимона Степановича становится одной из лучших мануфактур в городе, заняв престижное место крупнейшего завода этого типа в Тюмени. Фабрика получала разные награды на различных выставках. В 1871 году фабрика получила награду на выставке в Тюмени, аналоге современной «Тюменской марки».
Точная дата назначения Филимона Колмогорова на пост городского главы неизвестна, есть предположение[кто?], что это произошло в 1860-е годы. В 1870-е годы, благодаря русско-турецкой войне, Колмогоров получил возможность поставлять обувь (сапоги) для российской армии, из-за чего смог накопить значительный капитал.
Собрав огромное состояние, Колмогоров активно занялся благотворительной деятельностью. Он был блюстителем Вознесенского училища, входил в попечительский совет Александровского училища. Благодаря ему Николай Чукмалдин, известный в то время писатель, построил успешную карьеру. У Николая Чукмалдина были большие личные и финансовые проблемы, а Филимон Степанович дал ему нужное количество денег, чтобы писатьель смог выйти из сложного положения.
Больше17 лет Филимон Колмогоров являлся председателем совета прогимназии для женщин. Позже этот пост занимал и его старший сын, Григорий.
У Филимона Колмогорова в собственности было 15-20 земельных участков: сады, леса, усадьбы, а также построенный в 1858 году краснокирпичный дворец, который был его основным домом. 
В Тюмени была населенная в основном бедными людьми часть города, улицы которой были не украшены и смотрелись бедно. Колмогоров украсил заречную часть Тюмени своим домом, который назывался «Дом Ф. С. Колмогорова» и находился на улице Щербакова, № 4. Филимон Степанович также помогал жителям этой части города, пострадавшим от наводнения, открыл несколько школ и помогал соблюдать санитарные и противопожарные правила.
За заслуги перед государством и обществом в 1883 году был награждён званием потомственного почётного гражданина. 
Сын Филимона Степановича Александр прошёл обучение в Санкт-Петербурге и женился на популярной писательнице Надежде Лухмановой (1840—1907). Надежда и Александр не смогли ужиться вместе, поэтому они расстались. Надежда Лухманова уехала в Санкт-Петербург, оставив Колмогорову сына. Позже она написала роман «В глухих местах», в котором использовала некоторые черты своего свёкра, Филимона Степановича, для образа купца Крутогорова.
В 1893 году Филимон Колмогоров скончался. Всё его имущество, в том числе дворец и земельные участки, перешли его троим сыновьям и вдове. 
Купец был похоронен на Парфёновском кладбище. В наши дни надгробие его могилы сохранилось, несмотря на то, что было установлено ещё в конце XIX века.

### Дом Колмогоровых
По данным прямого потомка А. Г. Колмогорова, Филимон Колмогоров построил дом, как только жена сына Надежда Лухманова уехала из Тюмени. 
Усадьба с парадным балконом и большими окнами по периметру была возведена из лицевого кирпича. 
После революции особняк перешёл государству, в нём размещали клуб для рабочих подростков (1920). Во время войны в доме был госпиталь. Во времена СССР в этом месте кипела вся общественная жизнь округи: проходили собрания профсоюза, некоторые праздники, выборы в городской Совет.
С начала XXI века в доме Колмогоровых располагается Центр татарской культуры. В 2011 году был проведён капитальный ремонт.